# 一式47公厘反戰車砲
一式47公厘反戰車砲（日语：一式機動四十七粍速射砲）為大日本帝國陸軍戰爭後期的主力反戰車砲。由於日本的技術实力不足，開發的75公厘與105公厘反戰車炮皆因無法量產高膛壓長炮管，直到戰爭結束前都無法服役，故此型裝備也成為日本帝國陸軍最後一款制式反戰車炮。到第二次世界大戰結束前生產了約2,300門。

## 簡史
日本帝國陸軍第一款正規反戰車砲為昭和9年（1934年）生產的九四式反戰車炮。但是受限於金屬材質以及砲彈裝藥的因素，日製反戰車炮穿甲效能相較起同期國外同口徑產品只能說十分差勁；雖然前線單位對這款反裝甲武器有批評的聲浪，但是由於日本陸軍面對的主要敵人是中國戰場，裝甲部隊威脅幾乎等於沒有，因此高層對換裝新型反戰車武器並沒有非常積極。
雖然沒有量產新的反戰車砲，但是陸軍內部仍然在嘗試製造比九四式更強的反戰車砲；除了增加現有炮彈的裝藥量以外，新型穿甲弹以及比現有口徑大的反戰車砲也同時進行開發，在昭和12年（1937年）完成"試製九七式47公厘速射炮"設計，實驗炮口徑47公厘、炮管長2,515公厘、初速730公尺／秒、重量567公斤。1938年3月製造完成後於同年10月進行人力與挽馬拖曳測試，11月進行射表繪測；在機械化拖炮的政策指導下，1939年4月研發單位改良試製九七式的炮架，對應機械化拖曳設計，10月設計完成。同年諾門罕戰役爆發，在這場戰爭中日本九七式反戰車砲面對蘇聯軍主力BT坦克以及T-26輕戰車取得了不错的戰果。不過日本方面是在1990年代蘇聯解體後才知道蘇聯軍方的實際想法，在當時的情況是步兵大量在肉搏戰使用火焰瓶反擊蘇聯戰車，但戰敗的現實顯示日軍野戰部隊難以抵抗蘇聯裝甲戰的攻勢。

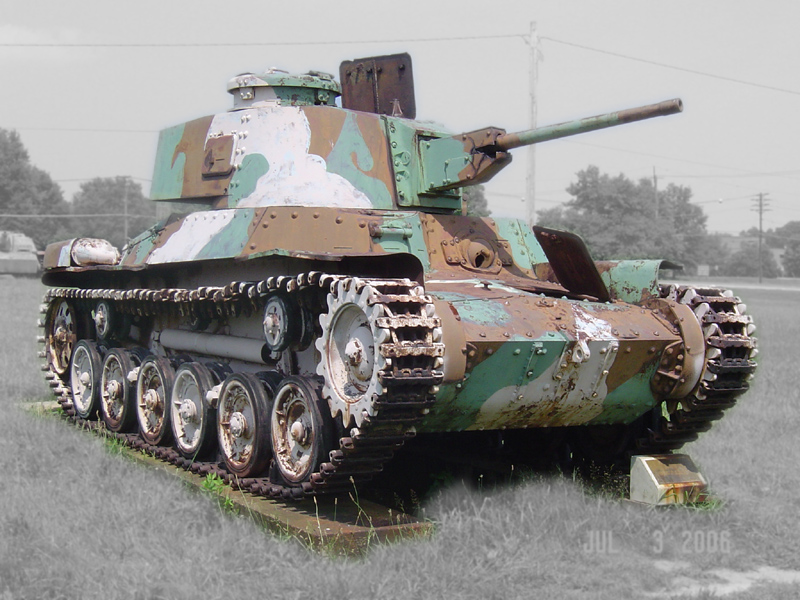
配備一式反戰車炮的九七式改

在此戰役後，日軍高層體認到新型反戰車砲的必要性，以試製九七式反戰車砲為基礎，另外參考了從中國方面擄獲的義大利製47公厘反戰車砲以及蘇聯製45公厘反戰車炮的設計，在昭和14年（1939年）9月開始設計新型反戰車炮，昭和16年（1941年）開始進行量產預備，1942年5月正式配發，命名方式與以往裝備一樣以皇纪紀年（1941年=皇紀2601年）為準，因此命名為「一式機動四十七粍速射砲」。
一式反戰車炮與94式反戰車砲一樣採用了開腳式砲架，不過與以往94式反戰車砲不同之處在設計時便放棄獸力拖運，改採車輛牽引；因此採用了橡膠輪胎，在炮的名稱上特地加上「機動」兩字與以往裝備有所區分，拖曳火炮可用一般部隊普遍配裝的九四式卡車或是九八式裝甲曳引車。彈種除穿甲弹外也配備榴彈，在需要的時候對步兵等軟性目標進行攻擊。
除了拖曳式，日本陸軍也將此炮安裝在97式中戰車以及一式中戰車上，不過因戰鬥室無法容納其較長的後座行程，因此將砲身縮短為49倍徑解決問題，此型號稱為一式47毫米戰車炮。作為交換條件，車載型的射擊初速下降，穿甲能力比拖曳式來的差。

## 穿甲能力
1式反戰車砲主要使用的彈種為一式穿甲榴彈（APHE）以及一式榴彈。一式穿甲榴彈彈頭重3.37磅，採用2號引信，含發射藥總重6.1磅。

| 距離       | 裝甲版傾斜0° | 裝甲板傾斜30° |
| ---------- | ------------ | ------------- |
| 470 公尺   | 70公厘       | 50公厘        |
| 1,000 公尺 | 50公厘       |               |
| 1,350 公尺 | 40公厘       | 30公厘        |

射擊實驗中，一式穿甲榴彈成功的在1,000公尺外貫穿M3/M5斯圖亞特坦克的正面裝甲，這成果對當時的設計人員有極大的鼓勵，由於這是日軍第一門可以有效對付敵方裝甲武力反戰車砲；但是一式反戰車砲真正投入實戰的時候盟軍主力已經是M4中戰車，對於這種新戰車一式反戰車砲的穿甲能力對其正面裝甲一筹莫展，且盟軍戰車也因應戰場需求而利用木材等物質作為臨時外掛裝甲，有效削弱了穿甲榴彈的質質傷害效果。理論上一式穿甲彈可以在500碼(約457.2公尺)貫穿M4A3的車體裝甲，然而考量傾斜裝甲版的避彈效果及日軍裝備品質，實際使用的時候大多是隱藏在半地下化陣地中，待戰車通過後射擊側面或是履帶部分才能有效摧毀。實戰中日軍留存的戰報也表示一式反戰車炮主要開火距離仍是在距離150-200碼(180公尺內)以內，如此一來才能保證貫穿。
一式反戰車炮性能被冶金技術不足的彈藥所制約，日本的反戰車炮彈材質還是採用高碳鋼，但是歐美等國都採用更高硬度的含钨鉻合金鋼。日本直到戰爭中後期才開發出與英美類似由鎢鉻合金鋼製造的「特甲」彈頭，以及由鎳鉻合金鋼製造的「特乙」彈頭，並量產出品質較好的四式穿甲弹，然而直到日本戰敗四式穿甲彈只生產出5千發成品與3萬發半成品，幾乎沒有配發到前線去。

## 部隊配備
1942年9月後，一式反戰車砲開始配發至各軍獨立速射砲大隊，主要作為專門反戰車任務使用。獨立速射砲大隊為軍直屬部隊，下轄三中隊，每中隊配備4到6門速射炮，每個軍至少會配發12門一式反戰車砲，不過一部分部隊配發延遲的因素，會有94式反戰車砲以及1式反戰車砲共用的狀況。
除了標準的47公厘型以外，日本陸軍在1941年後開發由相同設計放大的57公厘版本，稱為「試製機動57公厘速射炮」，規格為57倍徑（3255公厘）、火炮初速870公尺/秒、射程8000公尺。原型在1942年7月完成，1943年2月測試，但火炮重量過重（標準重量1080公斤、放列重量1540公斤）加上穿甲力不甚理想，加上當時日軍尚未與盟軍新型戰車交手因此誤判情勢，日軍評估後認為無法抗衡盟軍裝甲單位，開發在1943年6月計劃終止。

## 細部照片

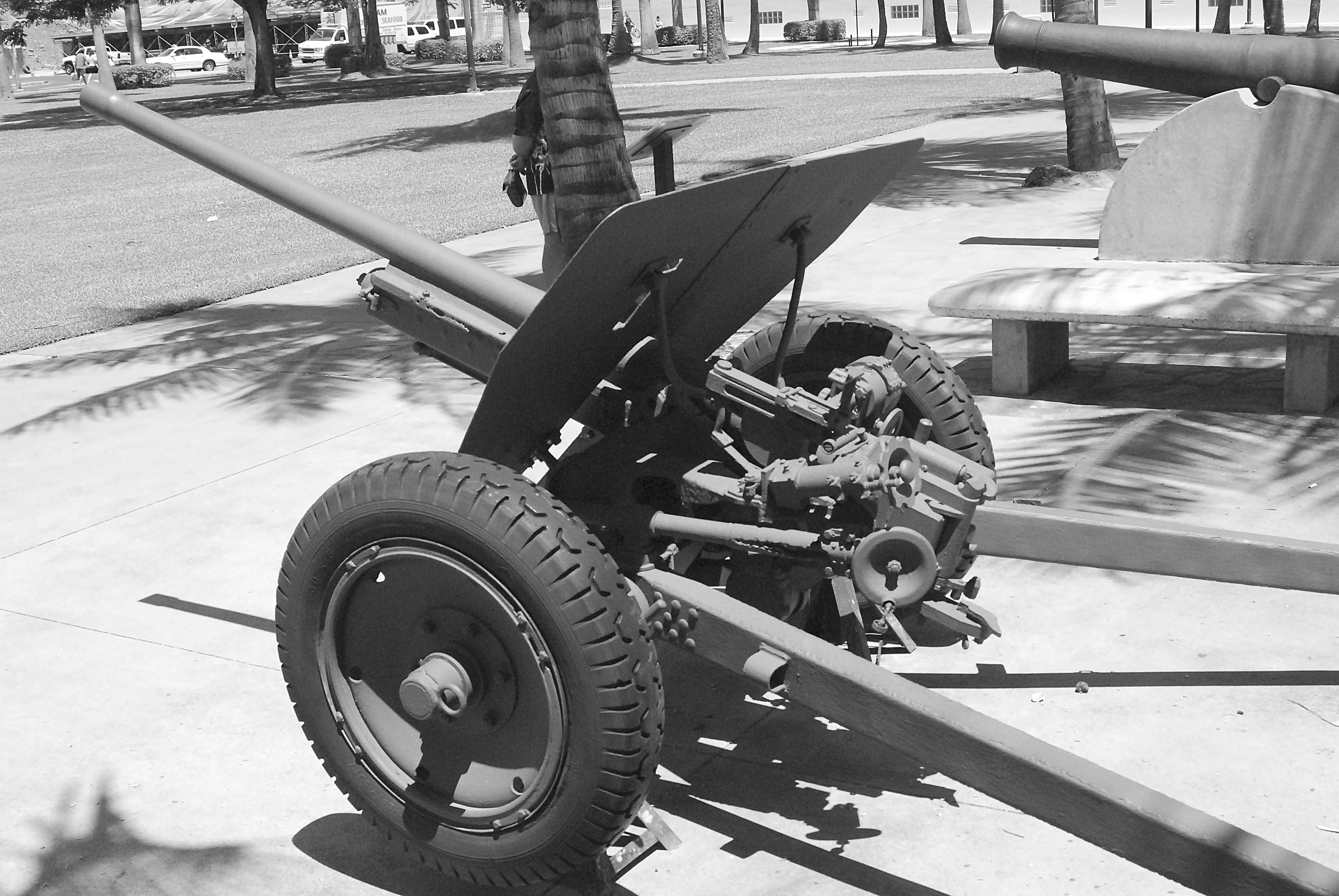
左側
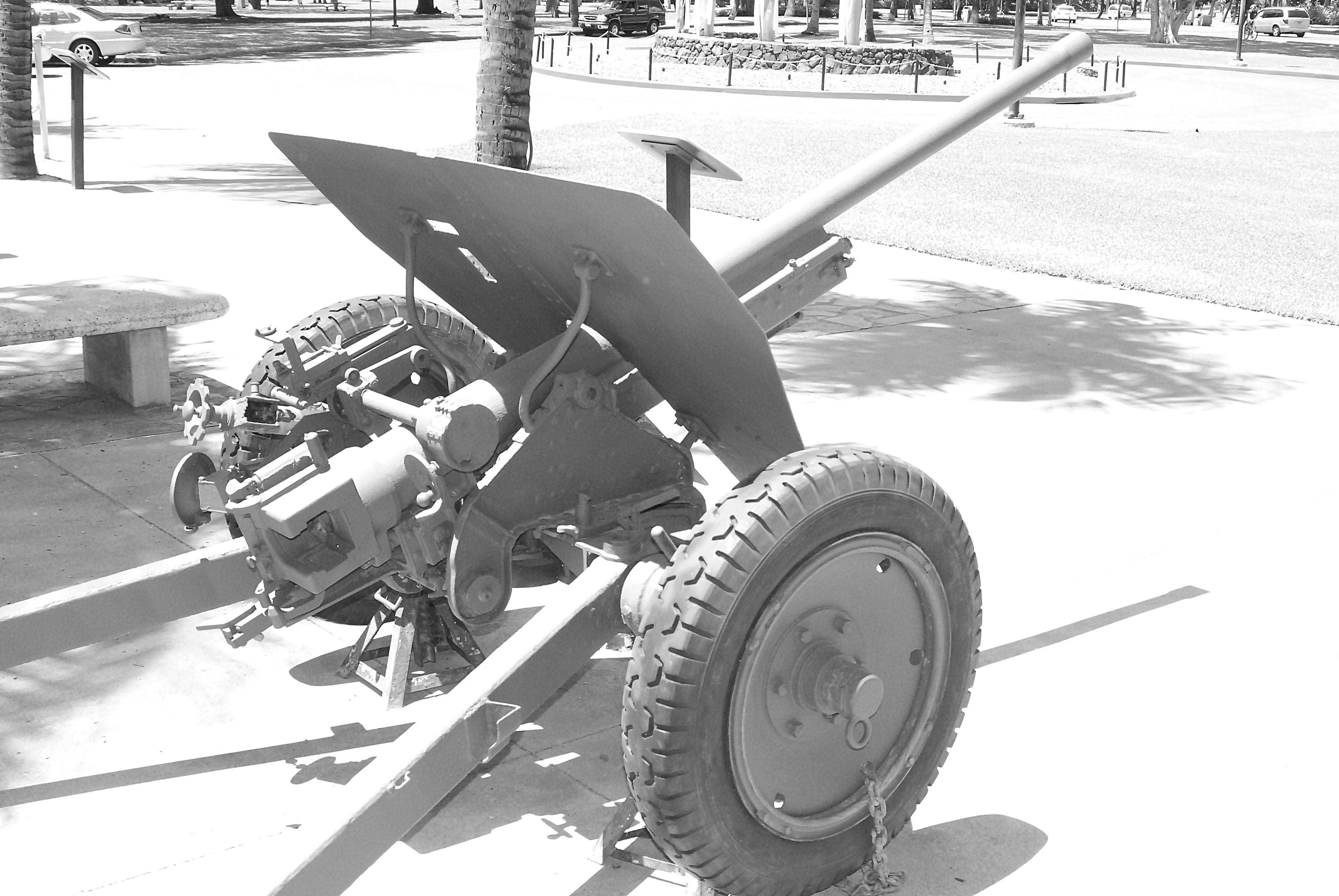
右側
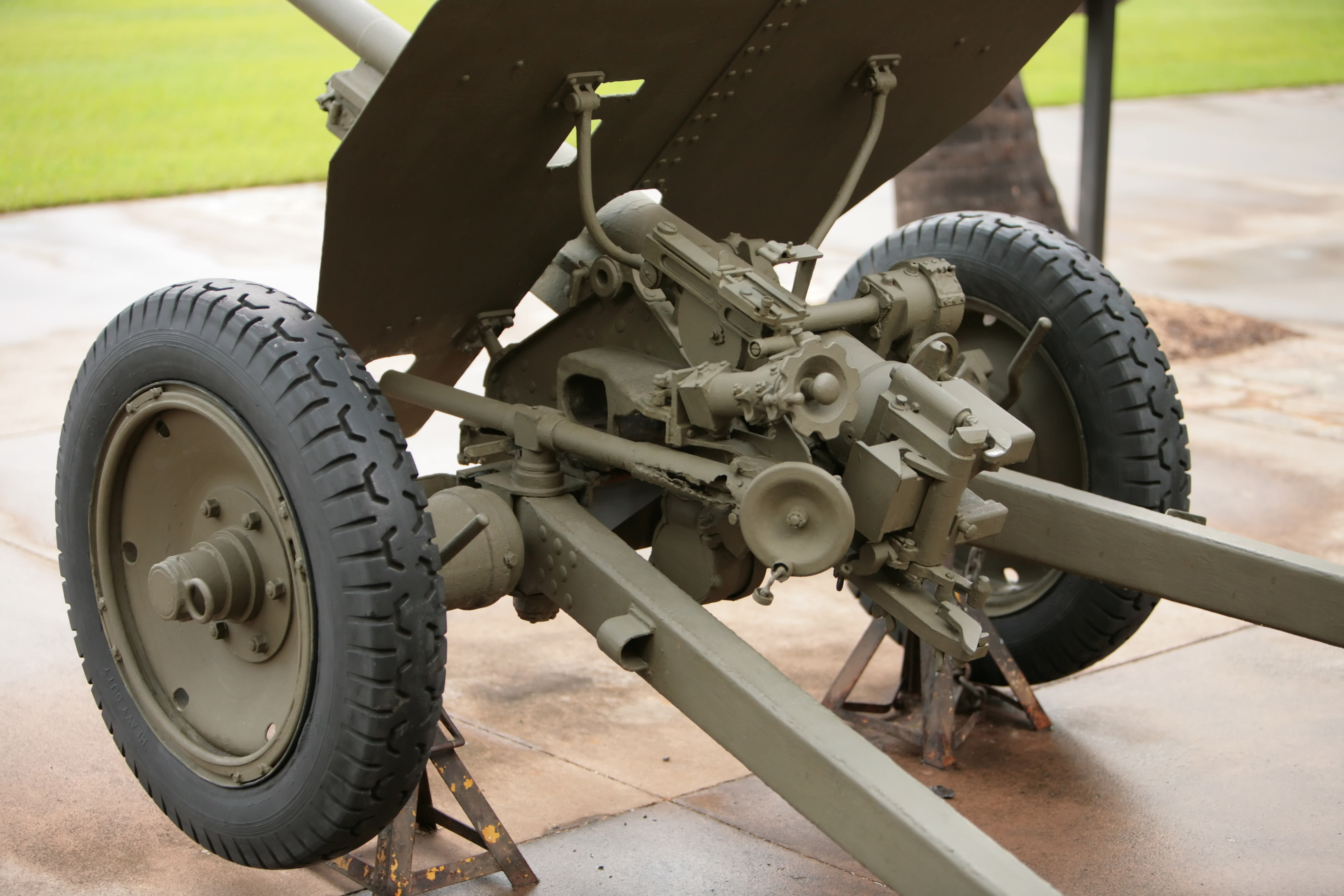
後方左側
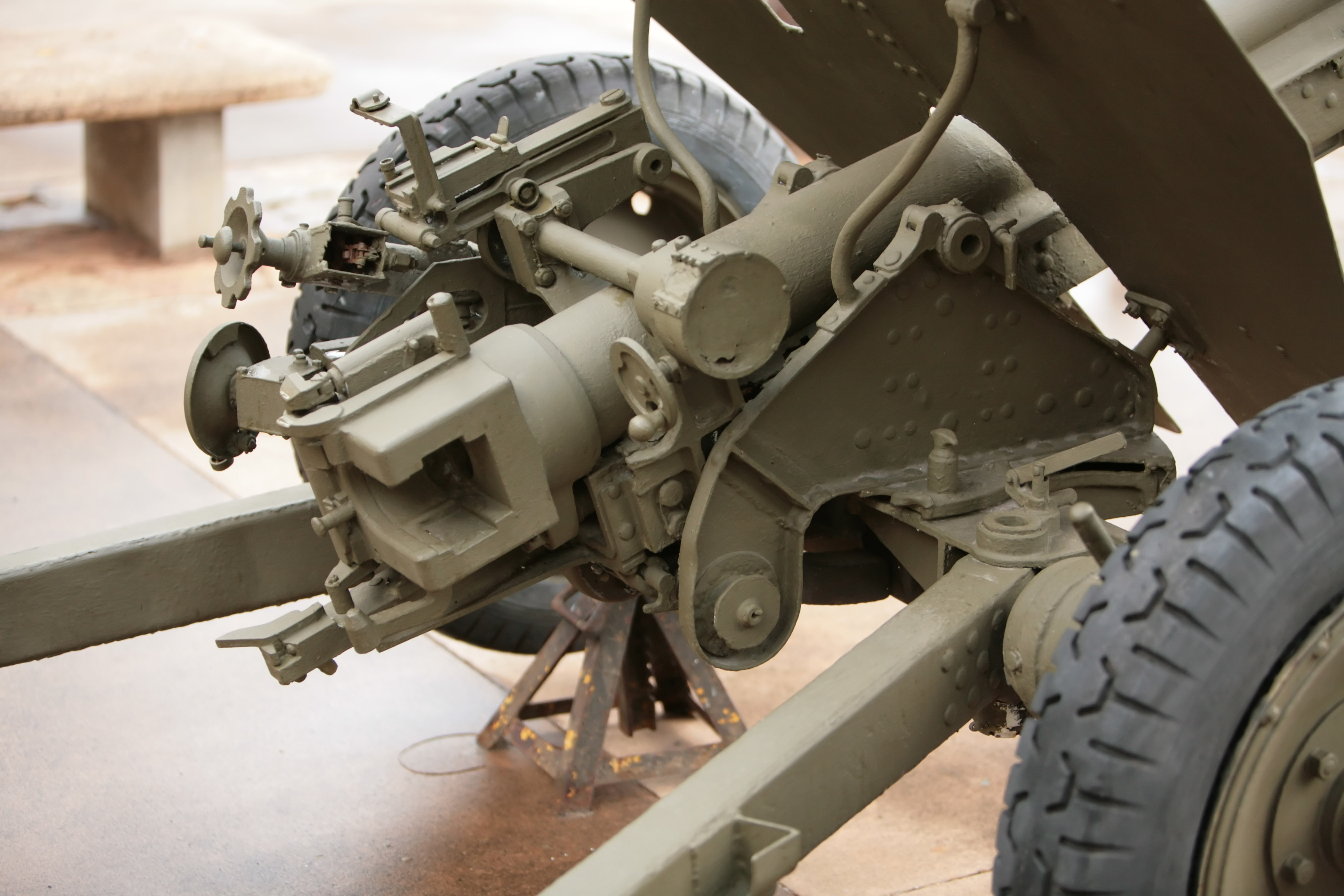
後方右側